# Lepidosaphes lithocarpi
Lepidosaphes lithocarpi är en insektsart som beskrevs av Takahashi 1934. Lepidosaphes lithocarpi ingår i släktet Lepidosaphes och familjen pansarsköldlöss.
Artens utbredningsområde är Taiwan. Inga underarter finns listade i Catalogue of Life.